# Egil Danielsen
Pour les articles homonymes, voir Danielsen.
Egil Danielsen (né le 9 novembre 1933 à Hamar et mort le 29 juillet 2019) est un athlète norvégien, spécialiste du lancer du javelot. 
Son club est le Hamar IL. Il a été champion olympique en 1956 avec un lancer à 85,71 m, ce qui fut alors un nouveau record du monde.

## Biographie
Étant né et ayant grandi à Hamar, Egil Danielsen se distingue au lancer du javelot dès l'âge de 15 ans en prenant la deuxième place des championnats nationaux juniors de 1949. L'année suivante, il devient champion de Norvège junior et termine 3e des championnats seniors. Entre 1953 et 1957 il remporte 5 titres nationaux consécutivement. En 1953, il bat le record de Norvège d'Odd Mæhlum, natif lui aussi de Hamar avec un lancer à 70,77 m. Il établira 11 records au total.
Présent aux championnats d'Europe de 1954, il termine à la 10e place.
Durant la saison 1956, il lance régulièrement à plus de 80 m. Le 20 juillet, il réalise 83,57 m à Oslo et se place parmi les favoris des Jeux olympiques. À Melbourne, il est 6e après trois essais, dans un concours largement dominé par le Polonais Janusz Sidło. Danielsen utilise un javelot en bois ; Sidło, qui utilise un nouveau modèle en acier, le lui prête pour le 4e essai. Après avoir bu un café que lui a offert le Français Michel Macquet, le Norvégien réussit un lancer qui retombe à 85,71 m, ce qui lui assure la première place ainsi que le record du monde,.
En 1958, il prend la 2e place des championnats d'Europe, derrière Sidło.
Après une saison 1960 lors de laquelle il est éliminé en qualifications des Jeux olympiques, il prend sa retraite sportive.

### Palmarès
| Date | Compétition           | Lieu      | Résultat | Épreuve | Performance |
| ---- | --------------------- | --------- | -------- | ------- | ----------- |
| 1956 | Jeux olympiques       | Melbourne | 1er      | Javelot | 85,71 m     |
| 1958 | Championnats d'Europe | Stockholm | 2e       | Javelot | 78,27 m     |

#### National
- 5 fois champion de Norvège (1953-1957)[7]

### Records
| Épreuve | Performance | Lieu      | Date |
| ------- | ----------- | --------- | ---- |
| Javelot | 85,71 m     | Melbourne | 1956 |